# Castillo de Braganza
El Castillo de Braganza (portugués: Castelo de Bragança) es un castillo medieval en buen estado de conservación, localizado en el centro histórico de la ciudad de Braganza, Distrito de Braganza, Portugal.
El castillo está muy bien conservado debido a numerosas restauraciones a lo largo de la historia. Es testigo de una historia turbulenta de ocupación durante el Califato Omeya  y la reconquista cristiana de la Península ibérica. Hoy, está declarado Monumento Nacional de la historia de Portugal.

## Historia

### Primeras referencias

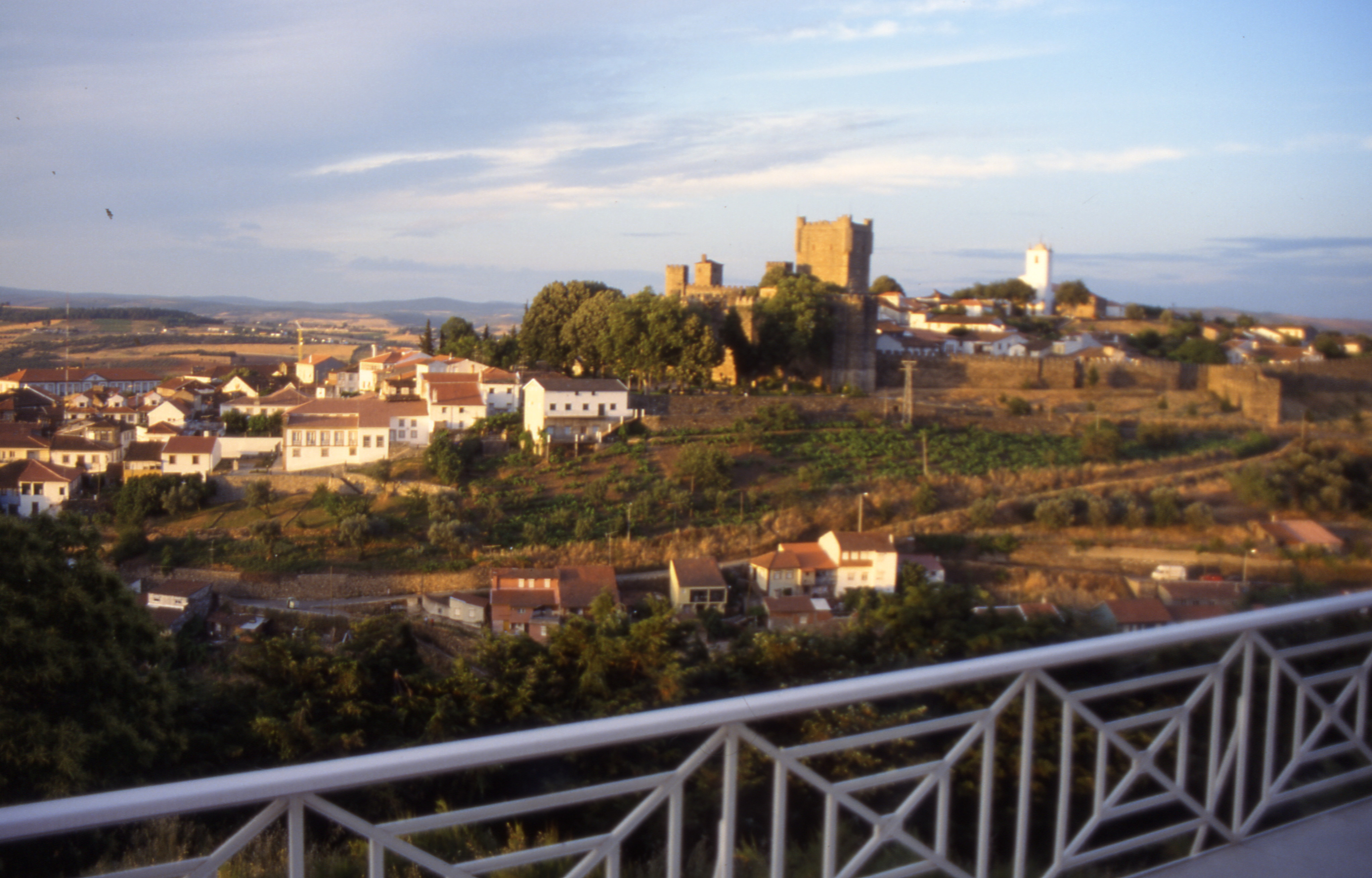
Una perspectiva del Castillo medieval de Braganza.

La evidencia arqueológica sugiere que con los primeros asentamientos humanos en la región se levantó un fuerte de alguna clase. La fortificación fue más tarde mejorada y realzada por los romanos durante su tiempo de ocupación en la Península ibérica. Aun así, la fortificación quedó en ruinas cuando los musulmanes se introdujeron en estas tierras. En su conquista de la ciudad, reconstruyeron el castillo.
La evidencia arqueológica permite una determinación de poblamiento humano en esta región en el Paleolítico. Durante el Neolítico  había un crecimiento de poblamientos humanos productivos. Hay muchos vestigios de estas comunidades antiguas, incluyendo cerámica, agrícola implementa, pesos y joyas modestas, todo hecho en piedra. Muchos de estos artefactos fueron encontrados en tumbas funerarias, como el túmulo de Donai (mayoritariamente destruidos). Hay muchas señales de las construcciones megalíticas salpicadas por la región. En la parte final de la Edad de Bronce (1000-700 a. C.) se desarrolló la cultura castreña de estructuras urbanas fortalecidas en poblamientos amurallados, situados en áreas elevadas con una vista panorámica, para su defensa. Estas comunidades vivían de la agricultura de subsistencia.
La colonización romana, resultó en el establecimiento de la propiedad privada fuera de los bosques, además de los cambios organizativos, administrativos, materiales y evolución cultural. En las excavaciones de la zona, los arqueólogos han descubierto restos funerarios y monedas. El Castro de Avelãs (aproximadamente a tres kilómetros de Braganza) fue un centro importante en la carretera militar a Astorga, a pesar de que  hay muchos ejemplos (en Alfaião, Aveleda, Carrazedo, Castro de Avelãs, Donai, França, Gostei, Meixedo, Pinela, Quintela Lampaças, etc.) de la presencia romana. El área estuvo dominada por dos comunidades étnicas: los Zoelae, con su asiento en Castro de Avelãs, y un civitas lusitano en la parte del sur del distrito. Un mapa latino, Atlas de Gotha por Justus Perthes, mencionó tres poblamientos dentro de esta región: Aquae Flaviae (Chaves), Veniatia (Vinhais) y Zoelae (su asiento en Zoelas, hoy Castro de Avelãs) sin mencionar cualquier referencia a un nombre similar a Braganza. Durante la colonización romana, formó parte de la Gallaecia y dependiente administrativamente en Astorga, en el eje de una calzada romana que unía el Atlántico con la Meseta Central, aquello permitió el control del oro, hierro y comercio de plata.
Durante el proto-reino suevo y la dominación de los visigodos, se documentan comunidades agrarias y pastorales rurales durante su ocupación. Referencias toponímicas como Gimonde, Guadramil y Samil son de los pocos restos de este periodo.

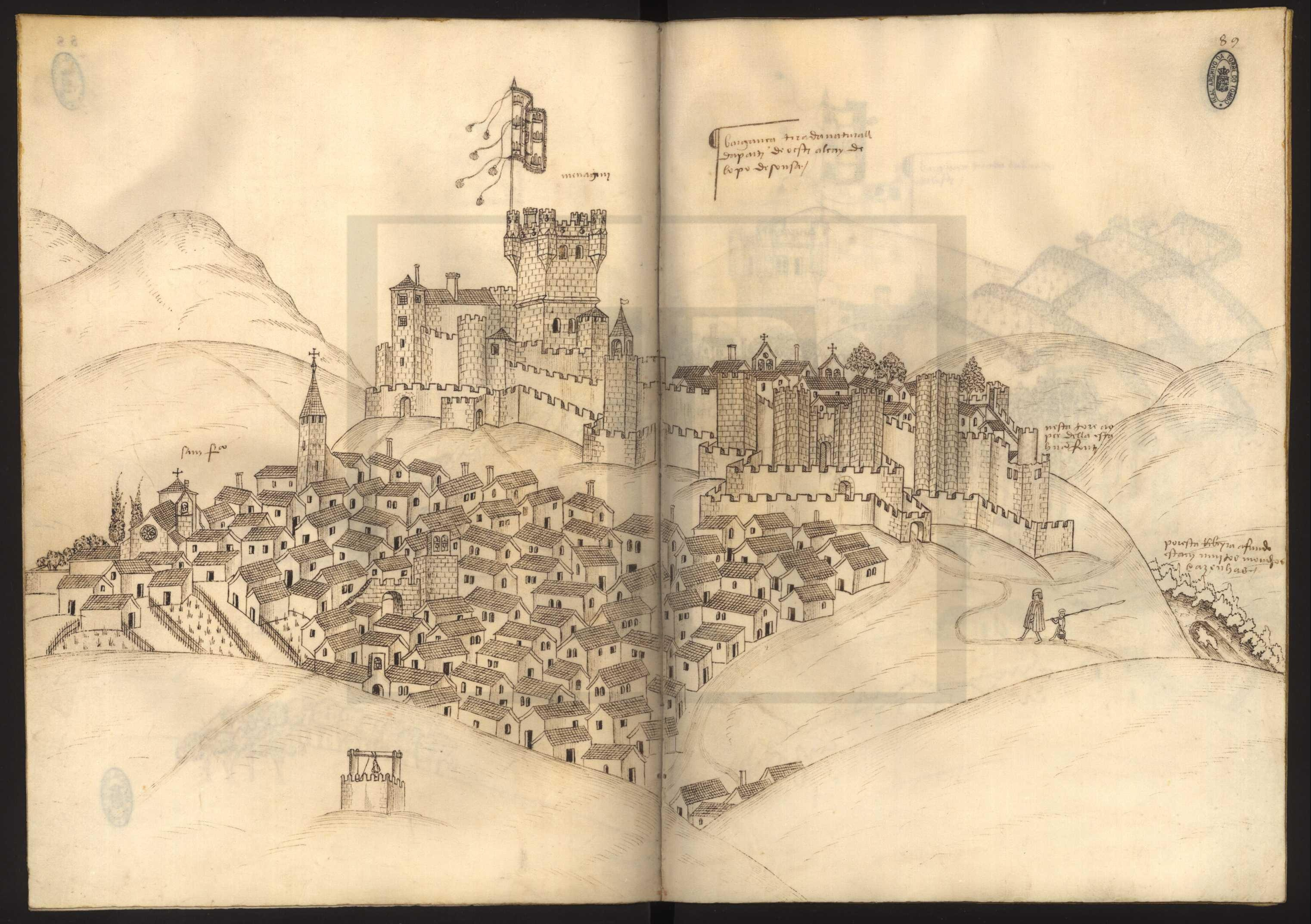
Castillo de Braganza, Libro de Fortalezas 1509-1510

El castillo se menciona en un documento de 1128, bajo dominio del rey Afonso I de Portugal (1112-1185). Por razones defensivas, el pueblo fue movido al sitio actual; cerca del cerro de Benquerencia en las líneas de banda del río Fervença, reusando los materiales en la construcción de casas nuevas y un castillo para defensa de las personas.
La ciudad recibió su Carta Foral  del rey Sancho I (1185-1211). El soberano dotó al pueblo con fondos para construir una muralla y un castillo en 1187. Durante este tiempo, el conflicto entre Sancho I y el Reino de León resultó en un conflicto armado, donde las fuerzas leonesas tomaron el pueblo.
Durante el reinado del rey Manuel I (1495-1521), la ciudad y la arquitectura de su castillo fueron plasmados por Duarte de Armas en su Libro de Fortalezas, publicados en 1509.

### Era posmedieval
Durante la crisis de sucesión portuguesa de 1580, Braganza se puso del lado de António, Prior de Crato. Durante la Guerra de Restauración por la independencia de Portugal, el castillo antiguo padeció graves daños. En la Guerra de los Siete Años, España invadió Portugal, lo cual causó serios daños al castillo por su ubicación cercana a la frontera.
En vísperas de la Guerra de la Independencia española, la sección oriental del castillo fue reconstruida. 

### DelsigloXXa día de hoy
El castillo de Braganza  fue clasificado por IPEGAR como Monumento Nacional por Decreto del 23 de junio de 1910. La Dirección General de Monumentos y Edificios Nacionales empezó su reconstrucción y restauración. Desde 1936, alberga un museo militar.

## Características
El castillo se erige sobre una altura de 800 metros por encima nivel de mar. Con un perímetro de 660 metros para avistar las batallas. Las paredes están reforzadas por quince torretas. Las murallas de 2 metros de anchura rodean el núcleo histórico de la ciudad, encerrando tres hectáreas de tierra. 
Desde sus murallas, se pueden ver las montañas de Montesinho al norte, Sanabria al oeste y el Castillo de Rebordões al este.